# Charitopes columbiae
Charitopes columbiae là một loài tò vò trong họ Ichneumonidae.